# Столетово (Старозагорська область)
Столе́тово (болг. Столетово) — село в Старозагорській області Болгарії. Входить до складу общини Опан.

## Населення
За даними перепису населення 2011 року у селі проживали 94 особи.
Національний склад населення села:
| Національність   | Кількість осіб | Відсоток |
| ---------------- | -------------- | -------- |
| болгари          | 77             | 81,9%    |
| цигани           | 16             | 17,0%    |
| Всього відповіли | 94             |          |

Розподіл населення за віком у 2011 році:
Динаміка населення: